# 北黄金貝塚
座標: 北緯42度24分07秒 東経140度54分38秒 / 北緯42.40203392度 東経140.91064837度

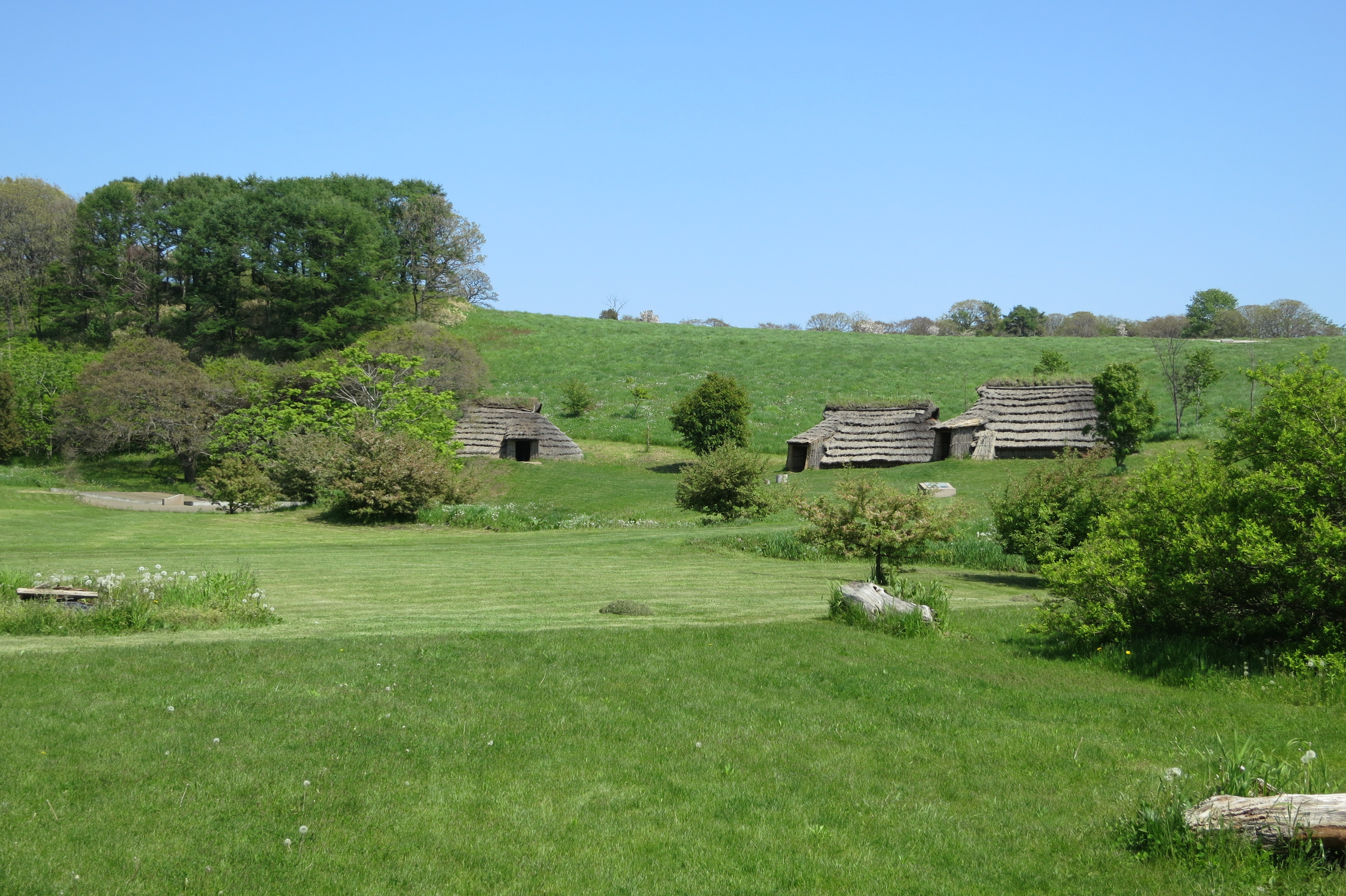
北黄金貝塚

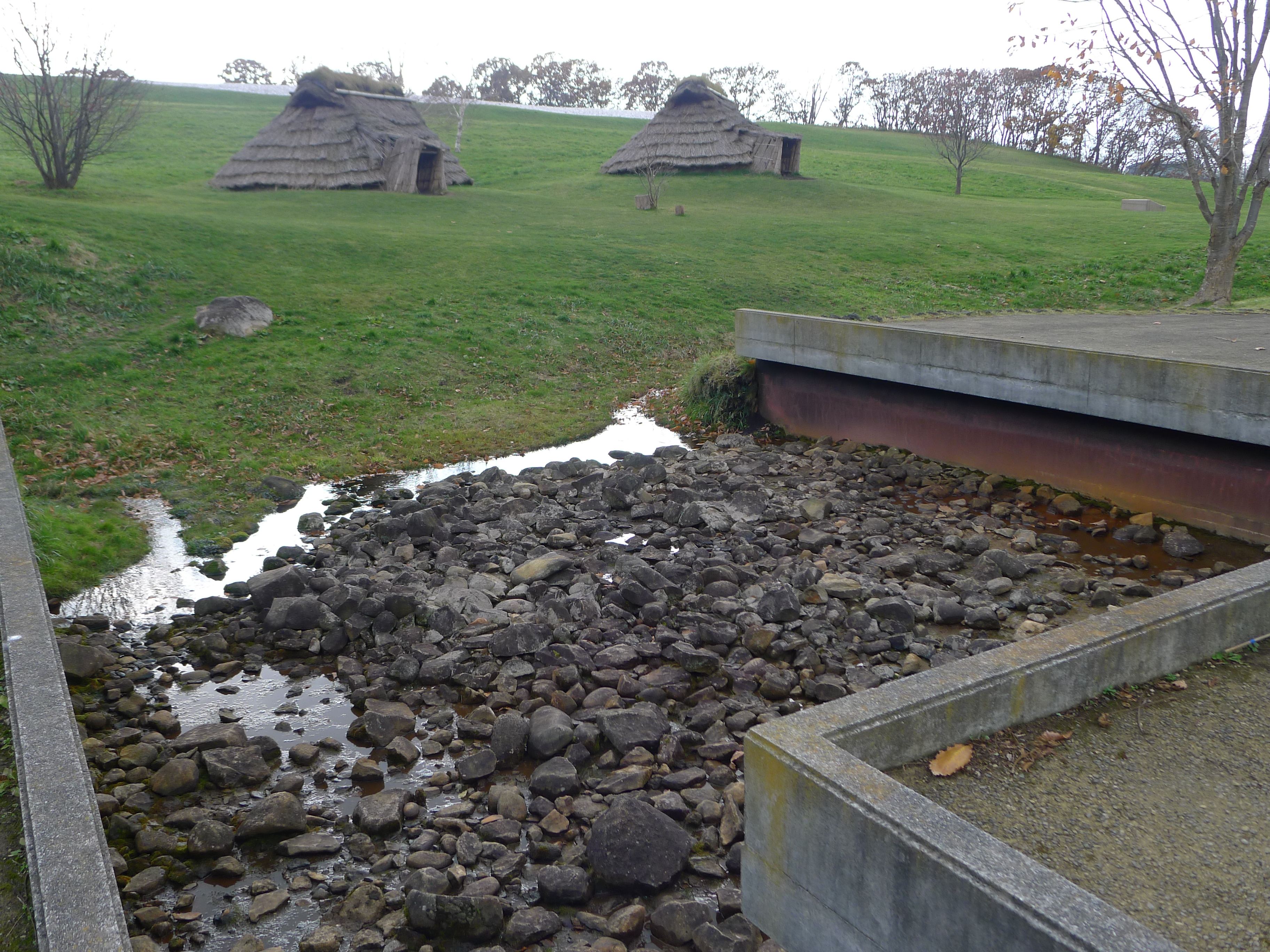
北黄金貝塚の水場遺構

北黄金貝塚（きたこがねかいづか）は、北海道伊達市北黄金町にある縄文時代前期・中期の大規模な貝塚を伴う集落遺跡。北海道にある縄文貝塚の1/5の面積を占める巨大なものである。1987年（昭和62年）に国の史跡に指定されている。2021年（令和3年）、「北海道・北東北の縄文遺跡群」として世界文化遺産に登録された。

## 概要
発掘調査は敷地の一部しか行われていないが、全部で5箇所ある貝塚（A地点・B地点・C地点・A'地点・南斜面貝塚）からはハマグリやカキ、ホタテなどの貝類をはじめ、マグロ、ヒラメなどの魚骨、オットセイ、クジラなどの海獣の骨なども多数出土している。埋葬人骨など14基の墓やシカの頭骨を配置した動物儀礼の跡も見つかっており、「送り場」であったことがわかっている。竪穴建物が復元されており、また縄文人にとっての水源であった湧水もある。湧水点付近から礫石器が大量に見つかっているが、その多くは破損しており、石器の廃棄による祭祀場跡とみられる。そのほかの出土品として、世界最古の「刀」などがある。いわば本貝塚は「アイヌと倭人の分岐点となった7000年前の史跡」であり、当時の社会や人々の生活、文化などを知る上で大変貴重なものである。

## 北黄金貝塚公園

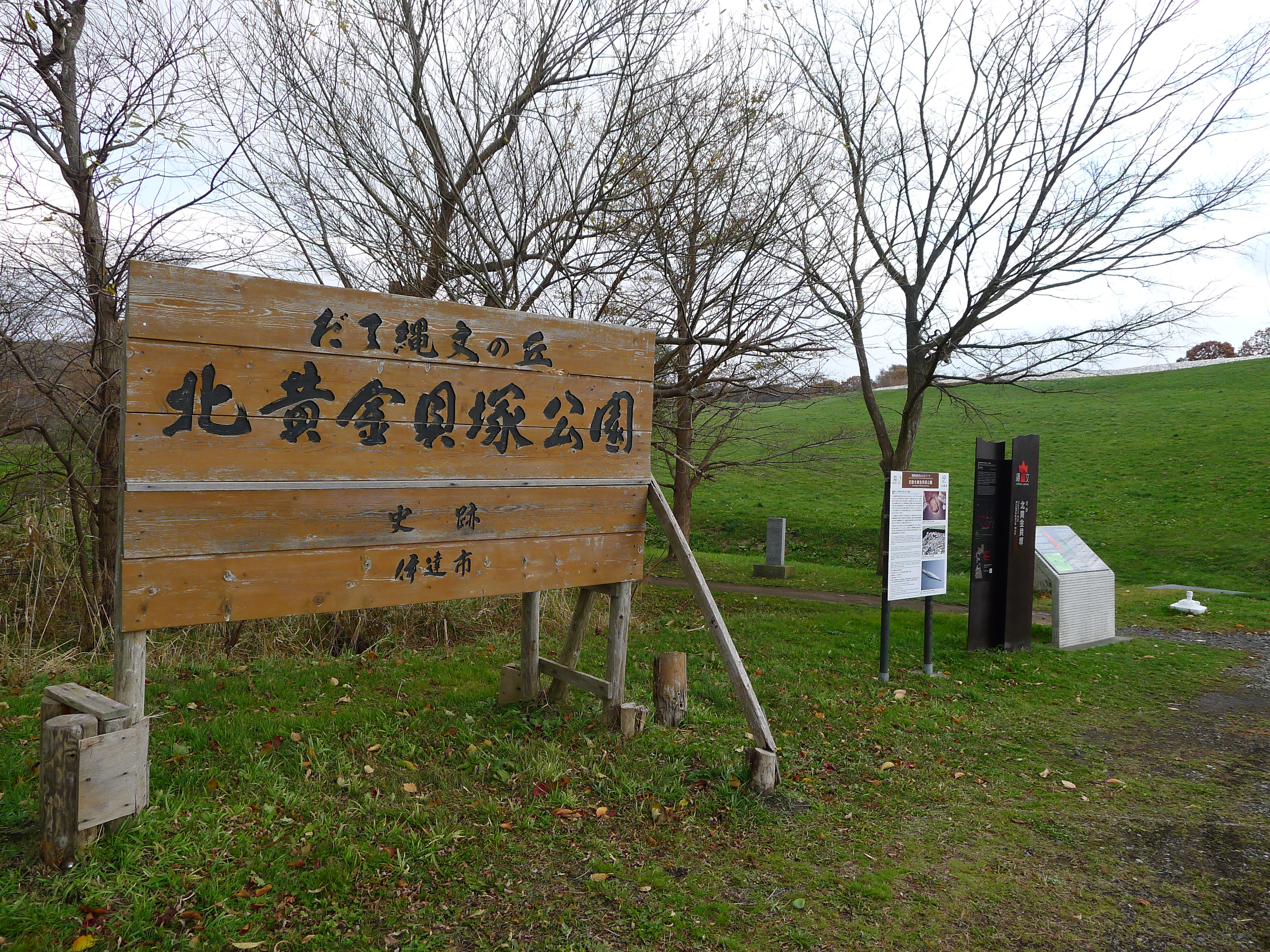
北黄金貝塚公園

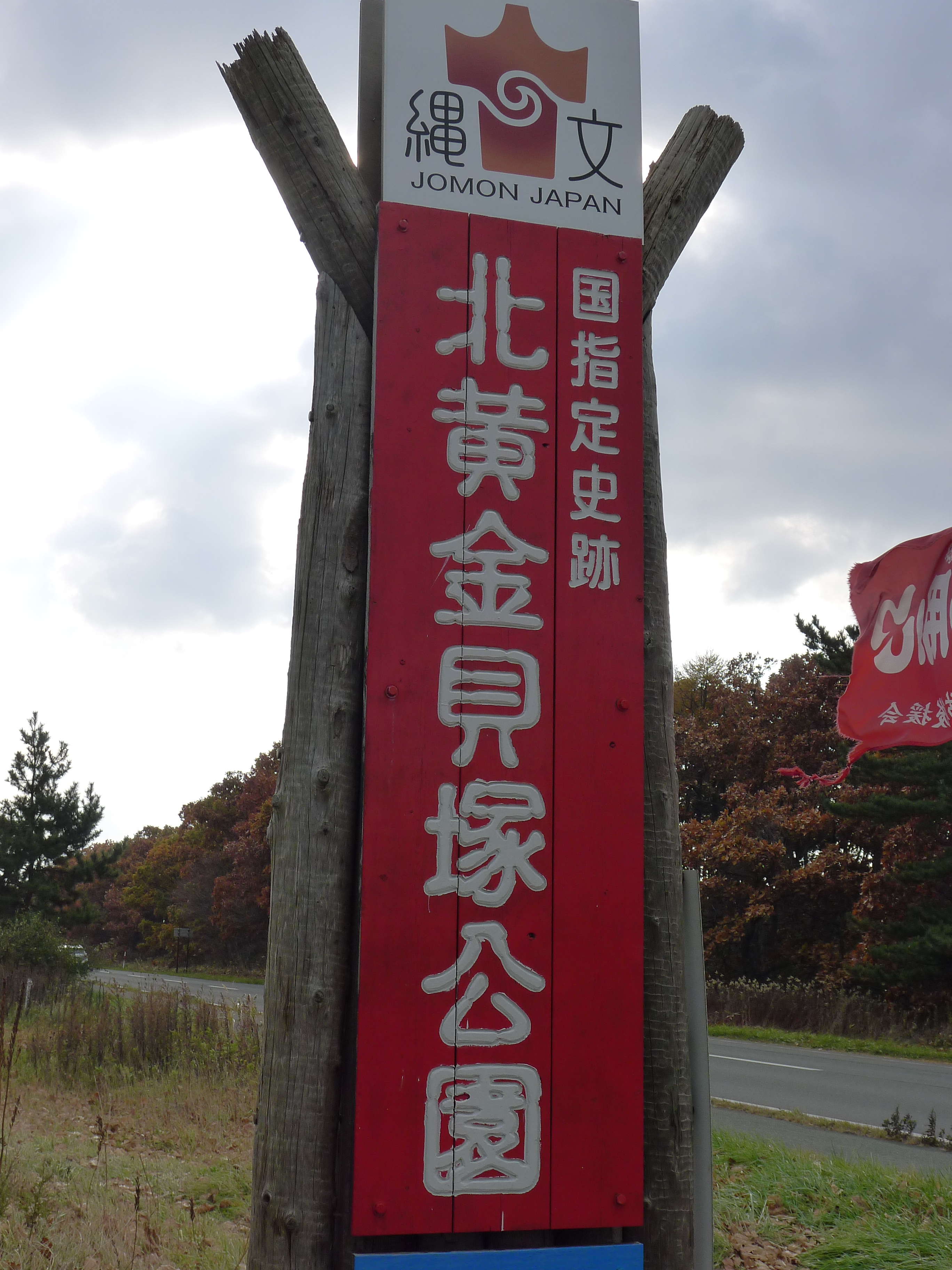
北黄金貝塚公園

現在、貝塚は北海道伊達市北黄金町75に「北黄金貝塚公園」として保存されており、毎年8月には縄文土器の野焼きや生活の体験などができる「縄文まつり」が行われている。

## ギャラリー

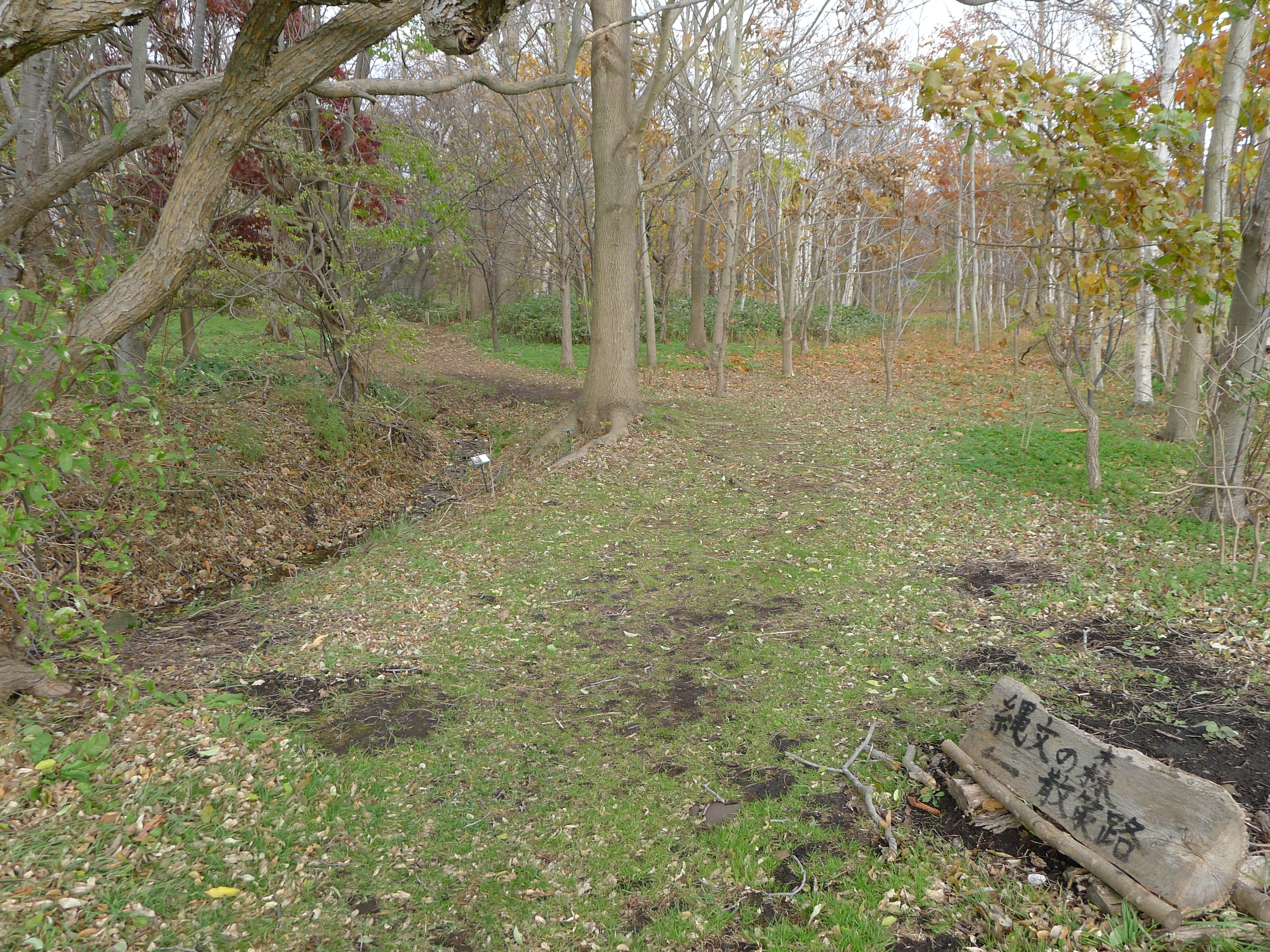
北黄金貝塚の発掘調査から判明した（ドングリ・花粉・植栽痕による）縄文時代の植生を再現した縄文の森

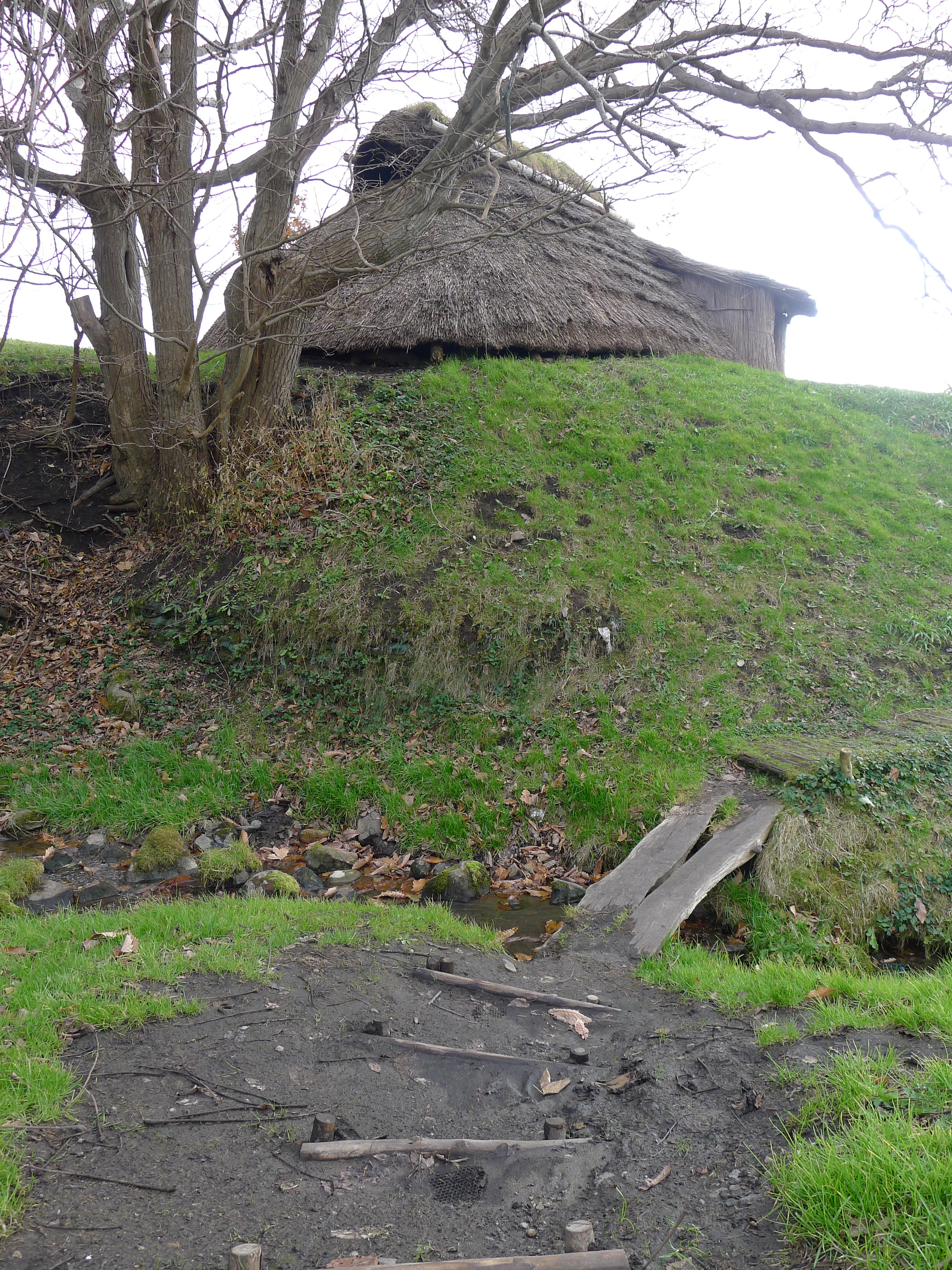
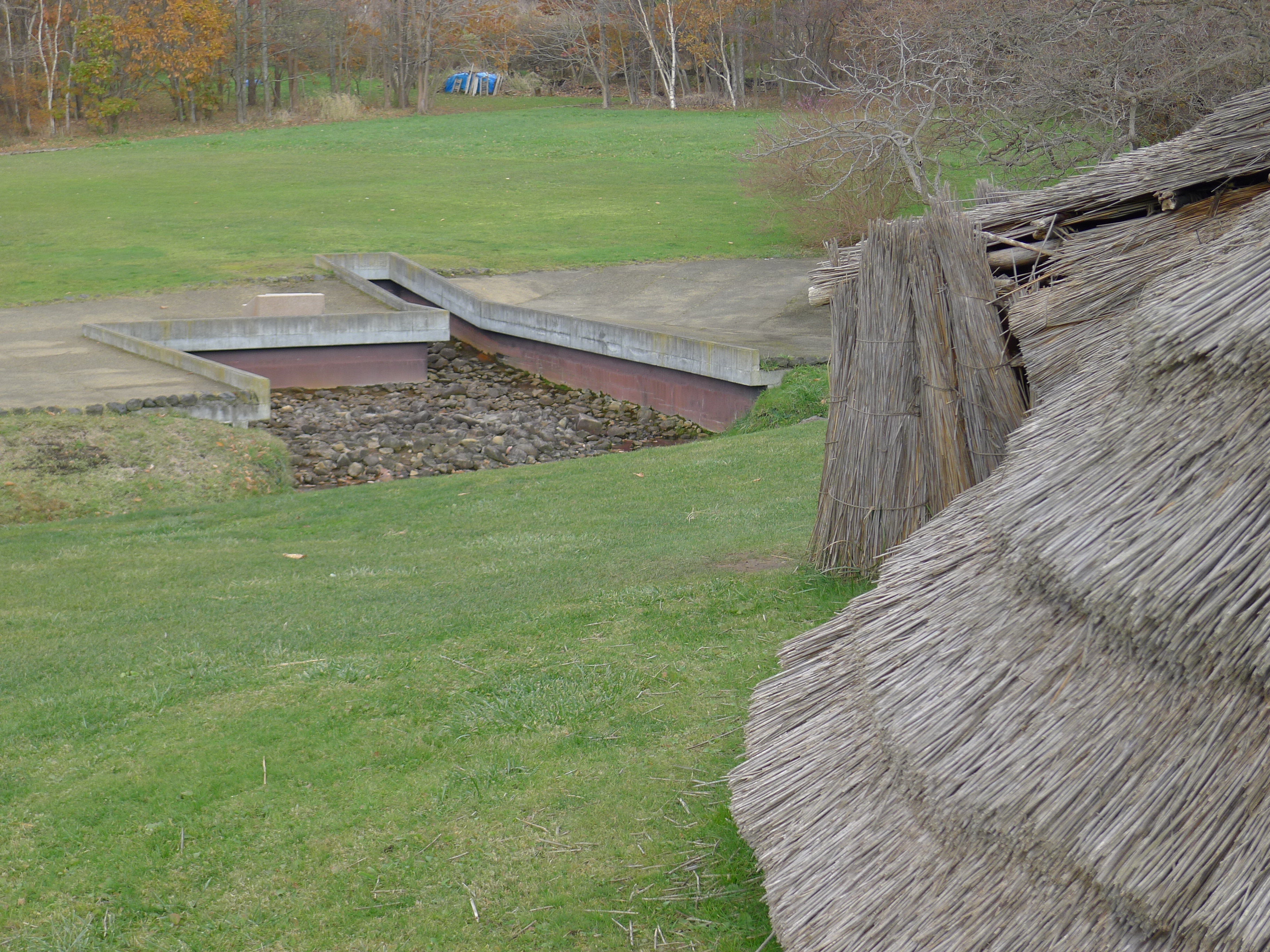
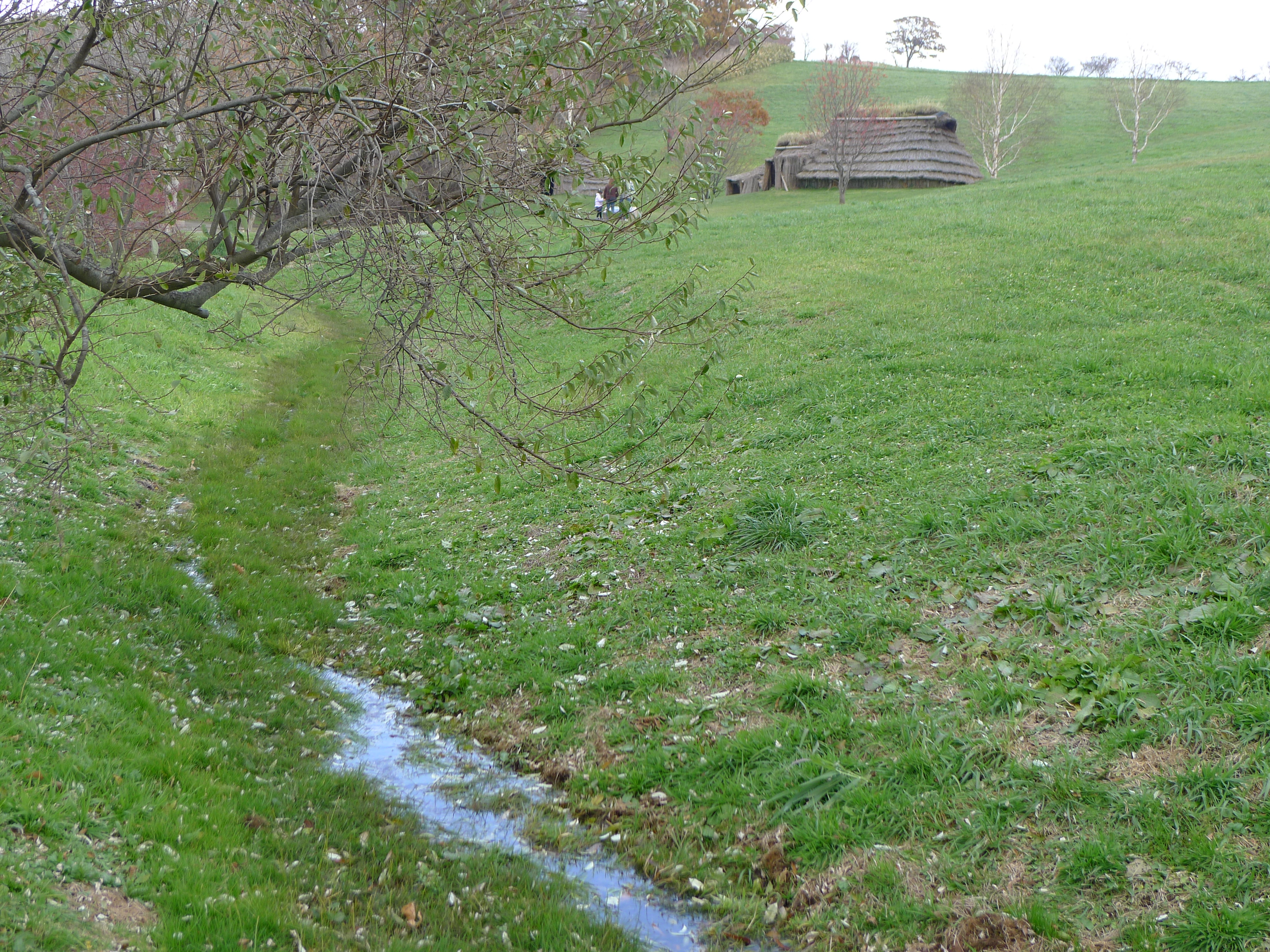
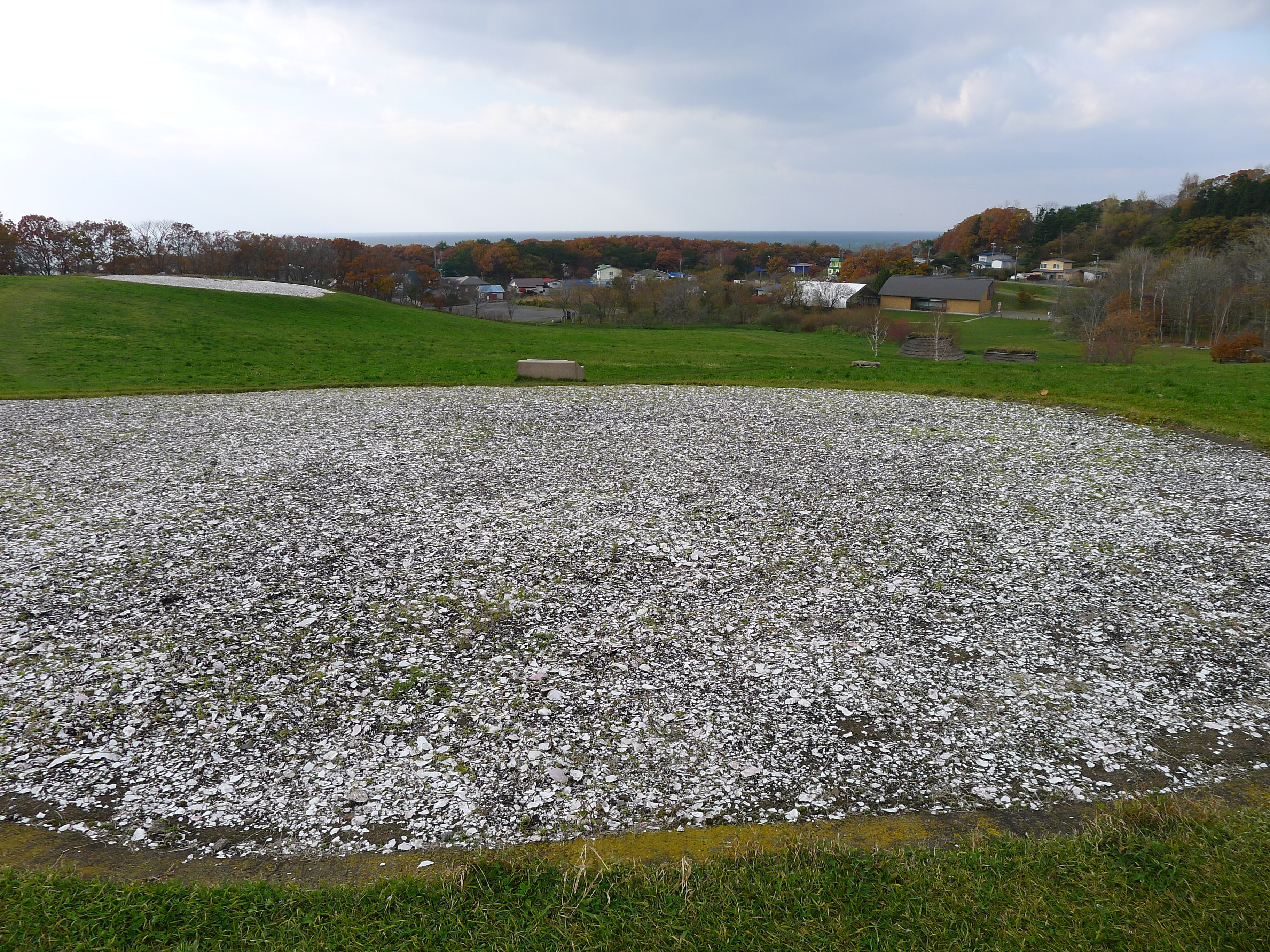

## 北黄金貝塚情報センター

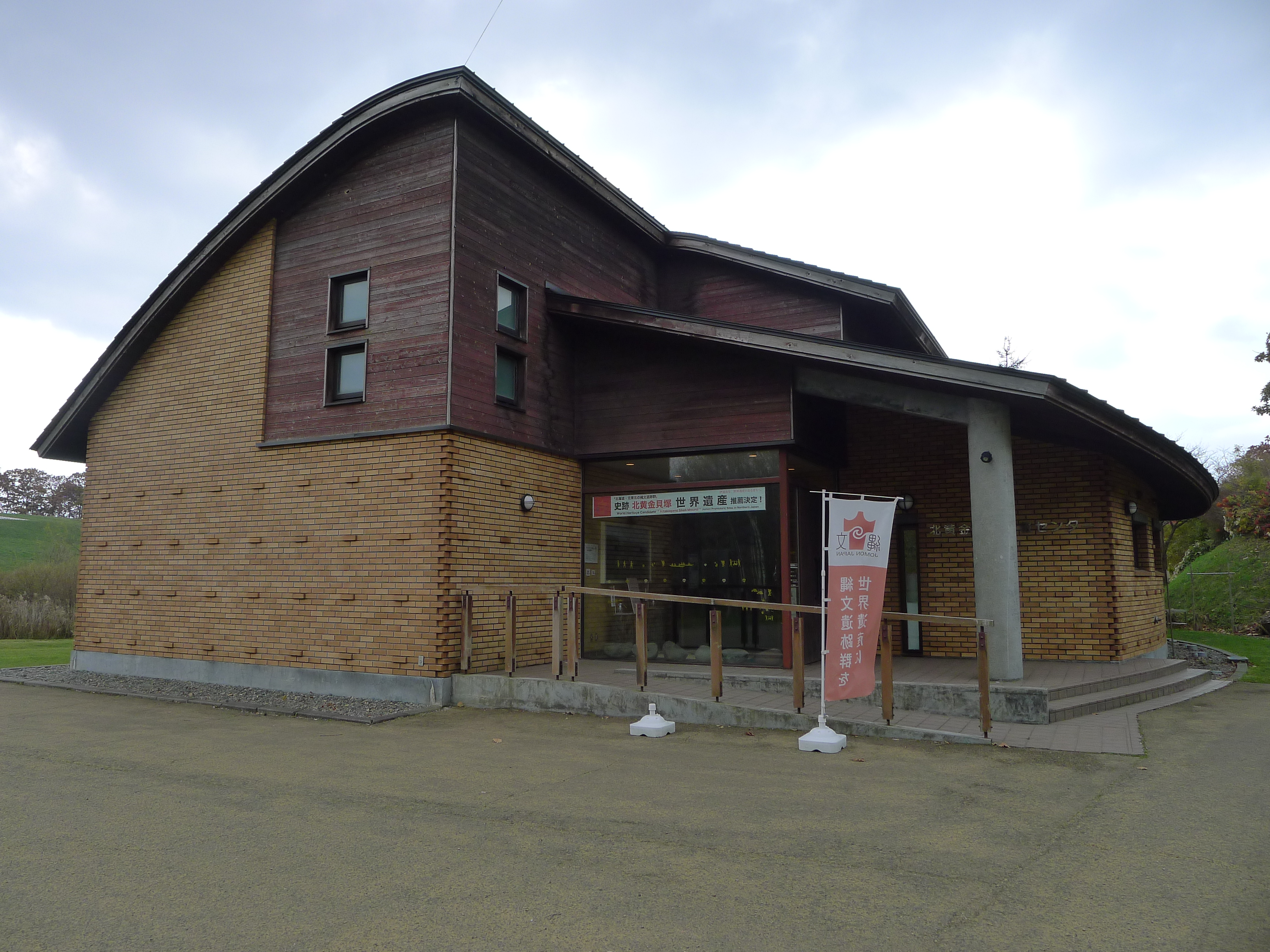
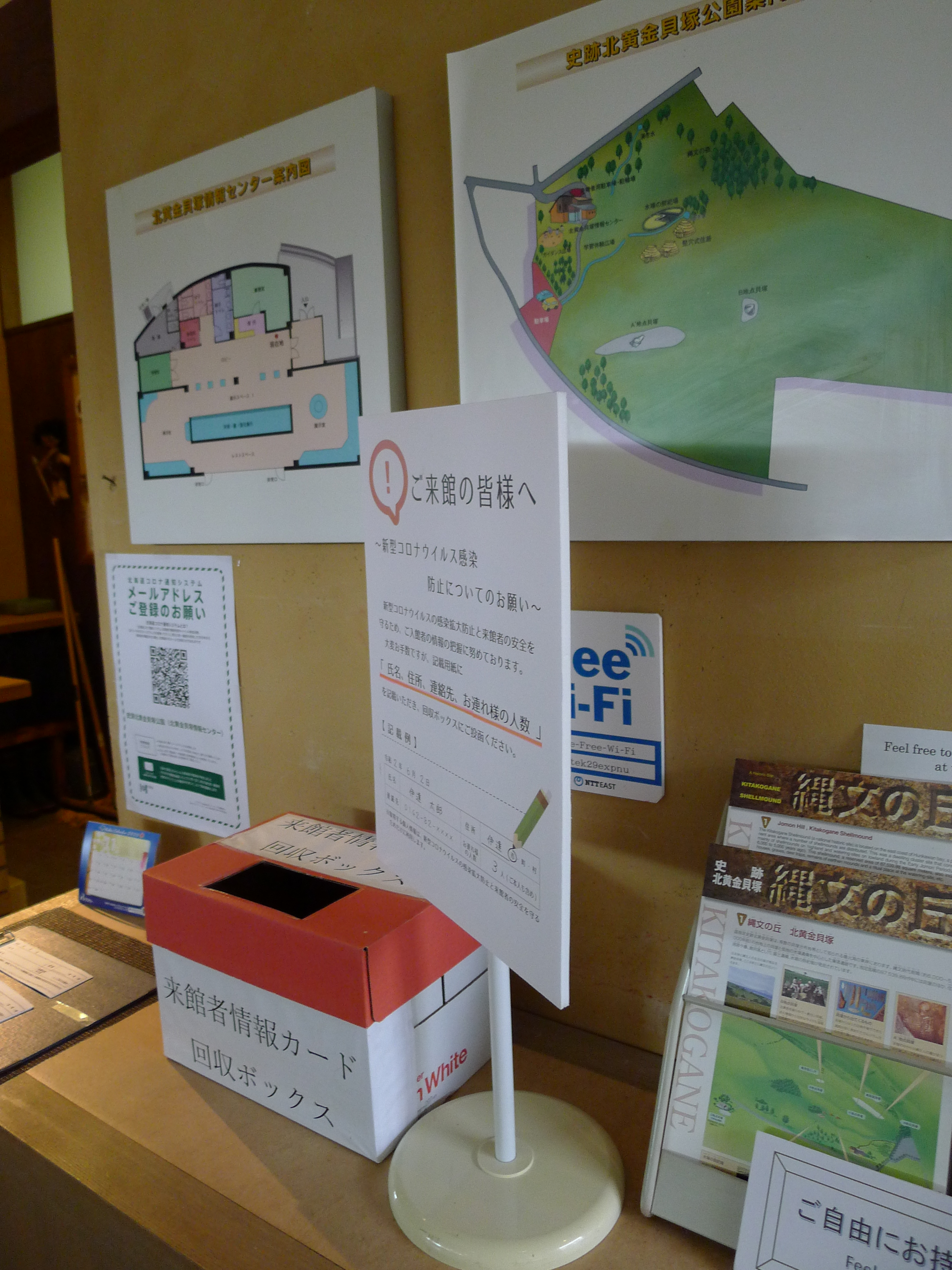
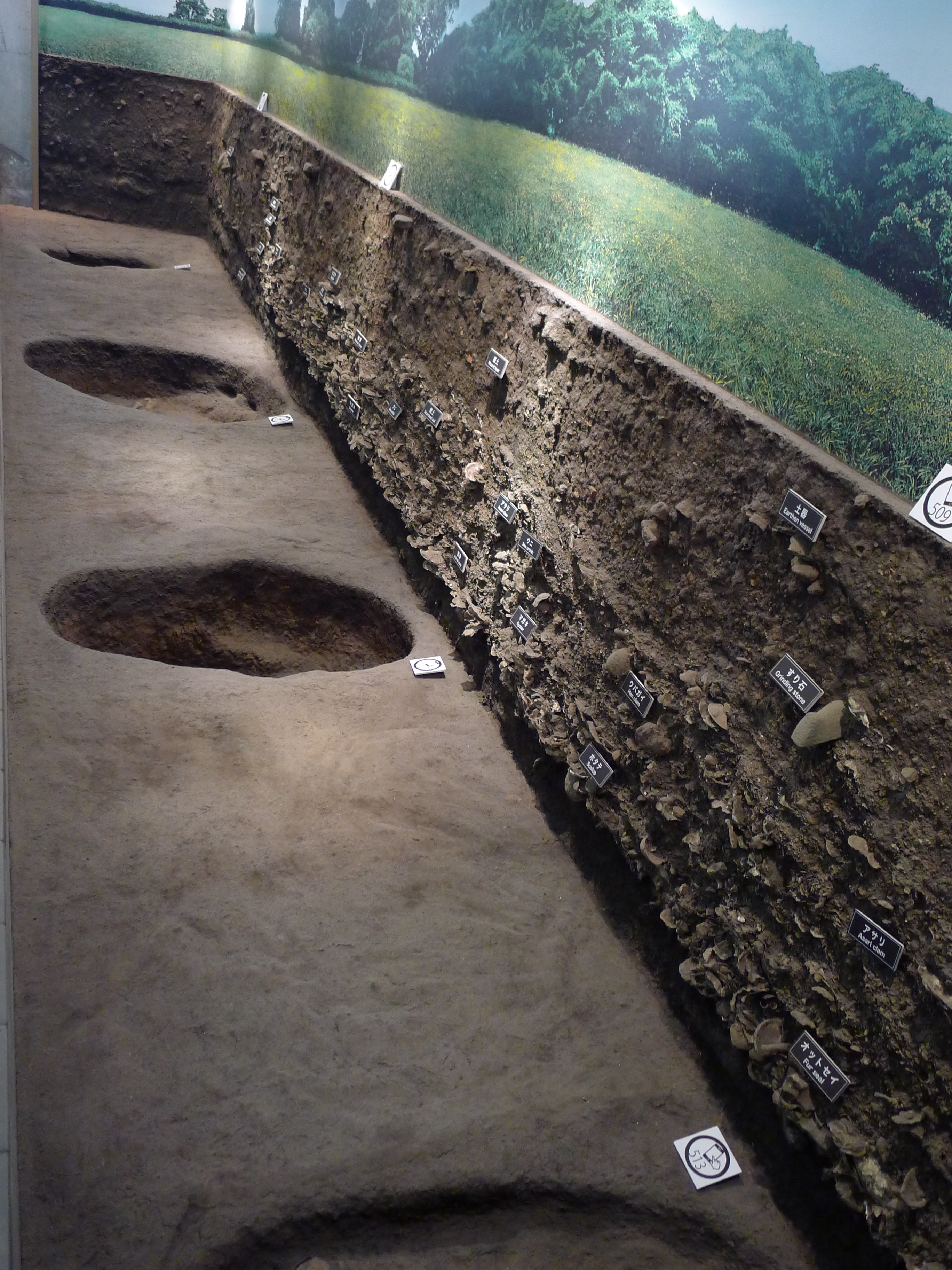
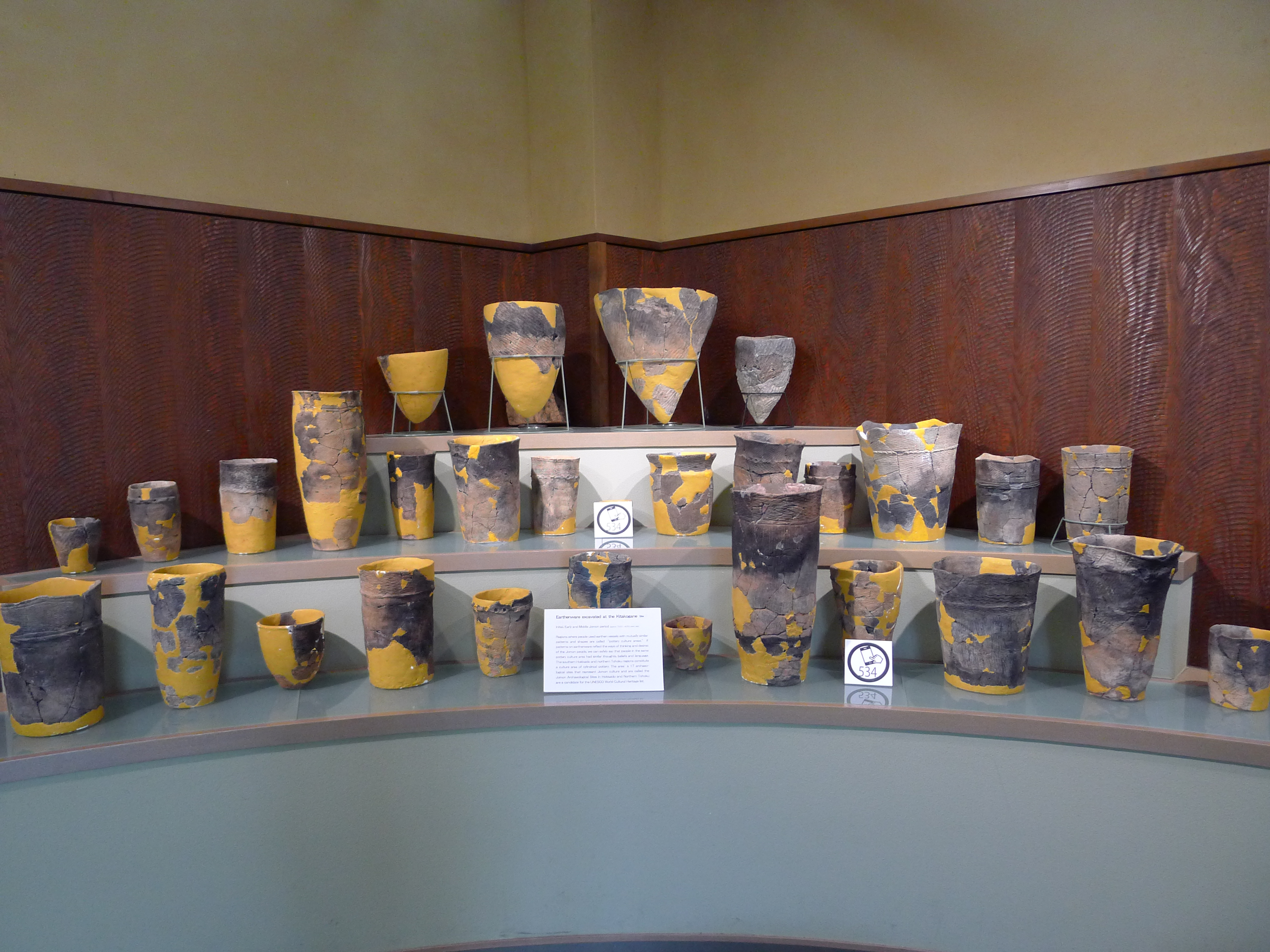
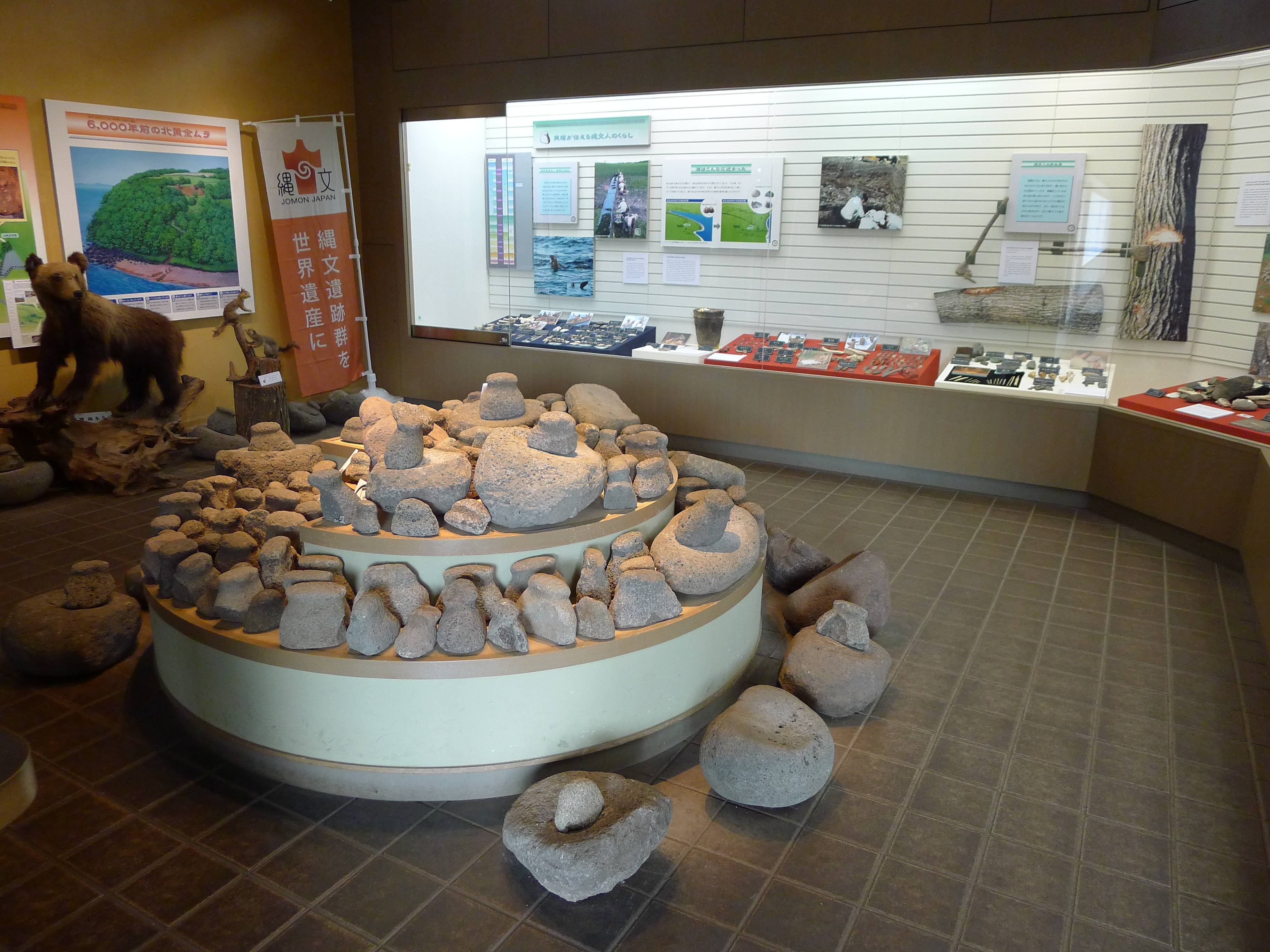
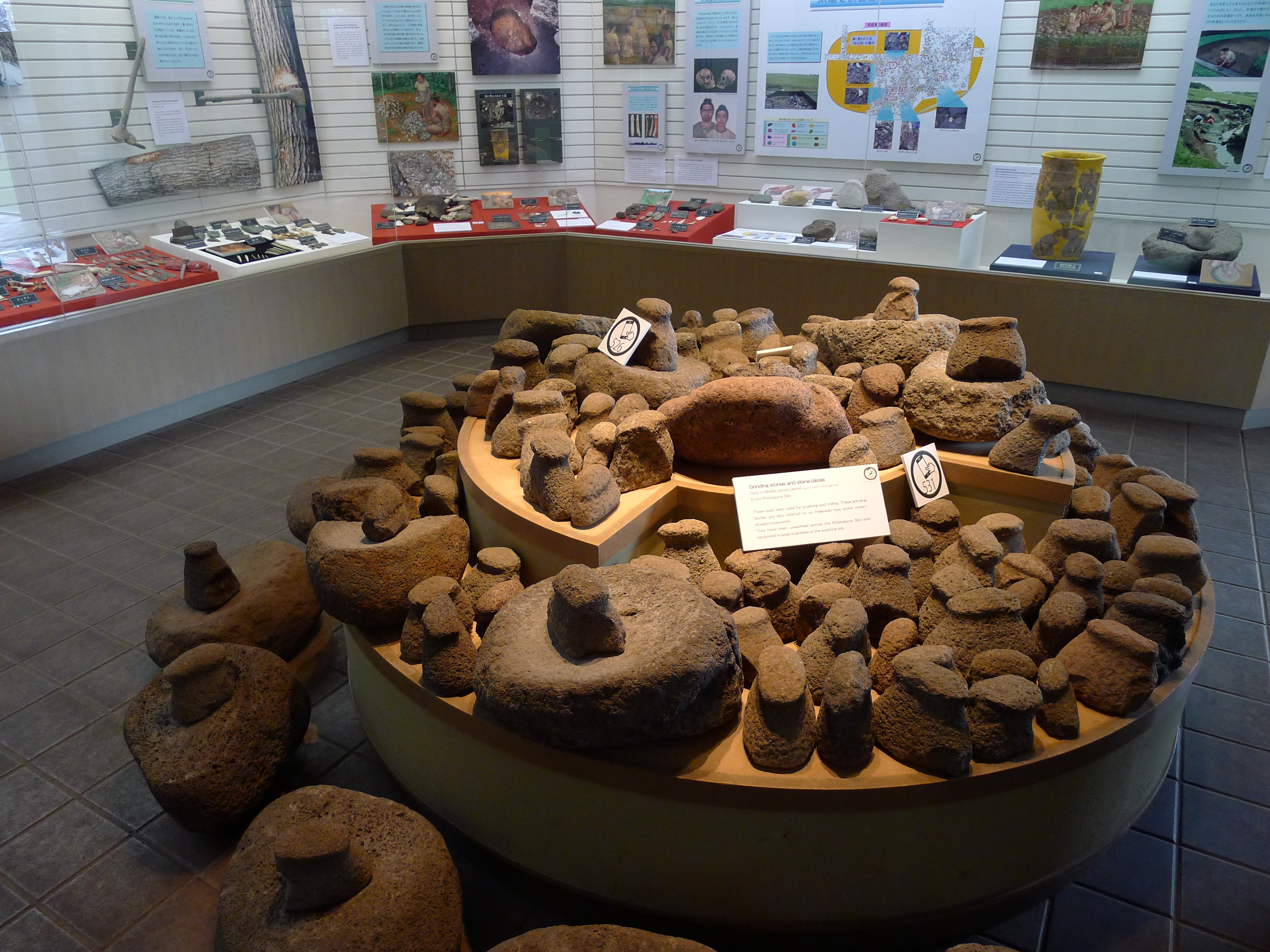

## アクセス
JR室蘭本線黄金駅から道南バス「北黄金貝塚公園前」下車、徒歩約5分。

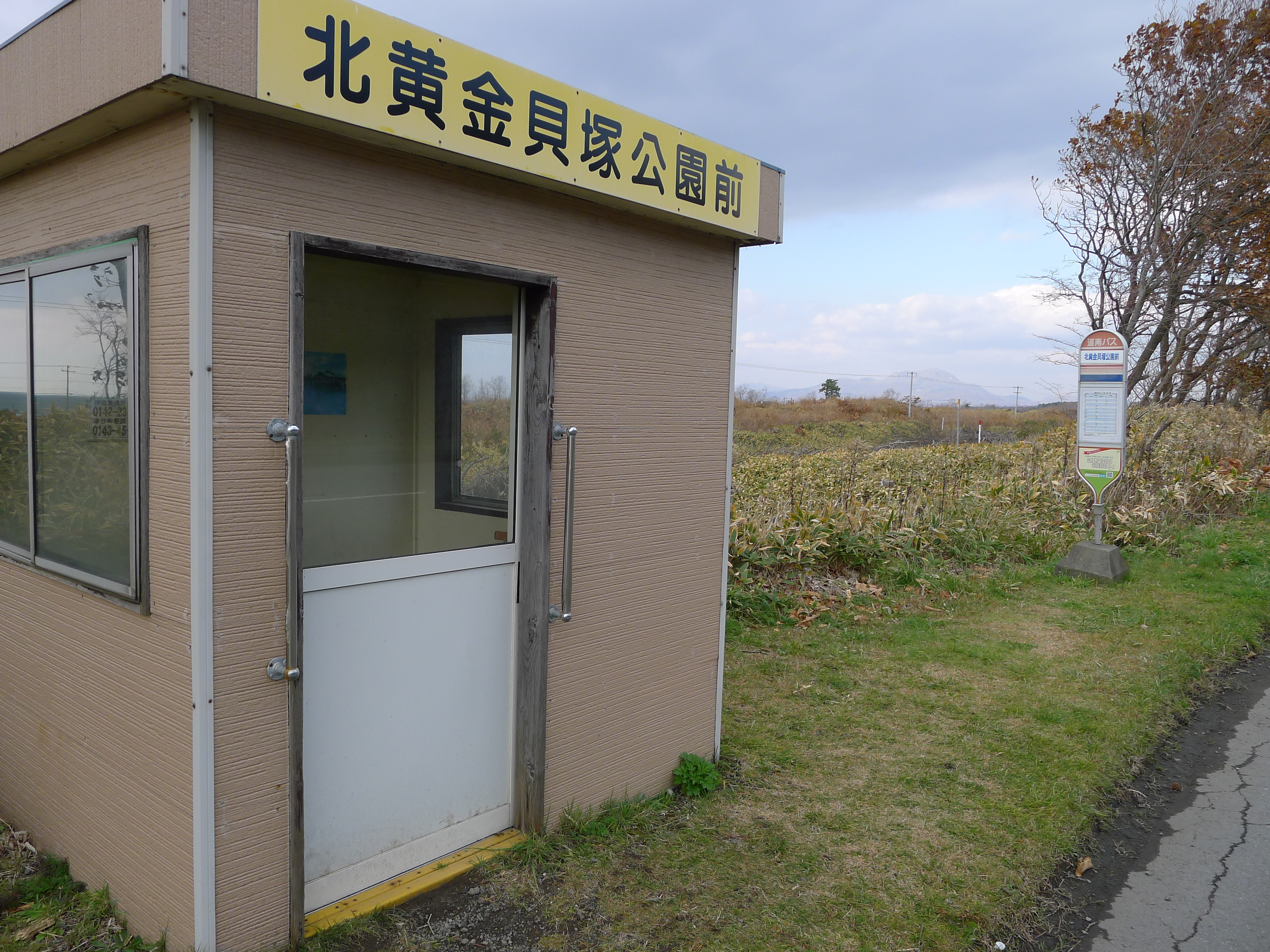
道南バス 北黄金貝塚公園前停留所